# 亀山市
亀山市（かめやまし）は、三重県中北部にある市。
江戸時代には伊勢亀山藩の城下町として、東海道で鈴鹿峠東側の宿場町として栄えた。宿場は3つあり、亀山宿、関宿、坂下宿である。
明治以降は、関西鉄道（かんせいてつどう）の開通や、旧国鉄の参宮線への分岐点として、機関区も置かれた鉄道の街としても栄えたが、伊勢方面への優等列車は伊勢鉄道（旧国鉄伊勢線）経由の短絡ルートを用いるようになったために、かつての隆盛はない。
地場産業として、蝋燭の生産が大きなシェアを持ち、カメヤマローソク（本社は大阪市に移転した）が存在する。

## 地理
三重県の北中部に位置し、東は鈴鹿市、西は伊賀市、南は津市、北は滋賀県甲賀市とそれぞれ接している。市内の北西部には鈴鹿山脈が、南西部には布引山地が連なる。市の面積の半分以上は山林であるが、産業別就業人口では、第一次産業よりも第二次産業就業者の割合が多い（約10倍）。

亀山市中心部周辺の空中写真。中心市街地は鈴鹿川北岸に位置する。画像左に東名阪自動車道亀山ICと伊勢自動車道伊勢関IC。1987年撮影の8枚を合成作成。。

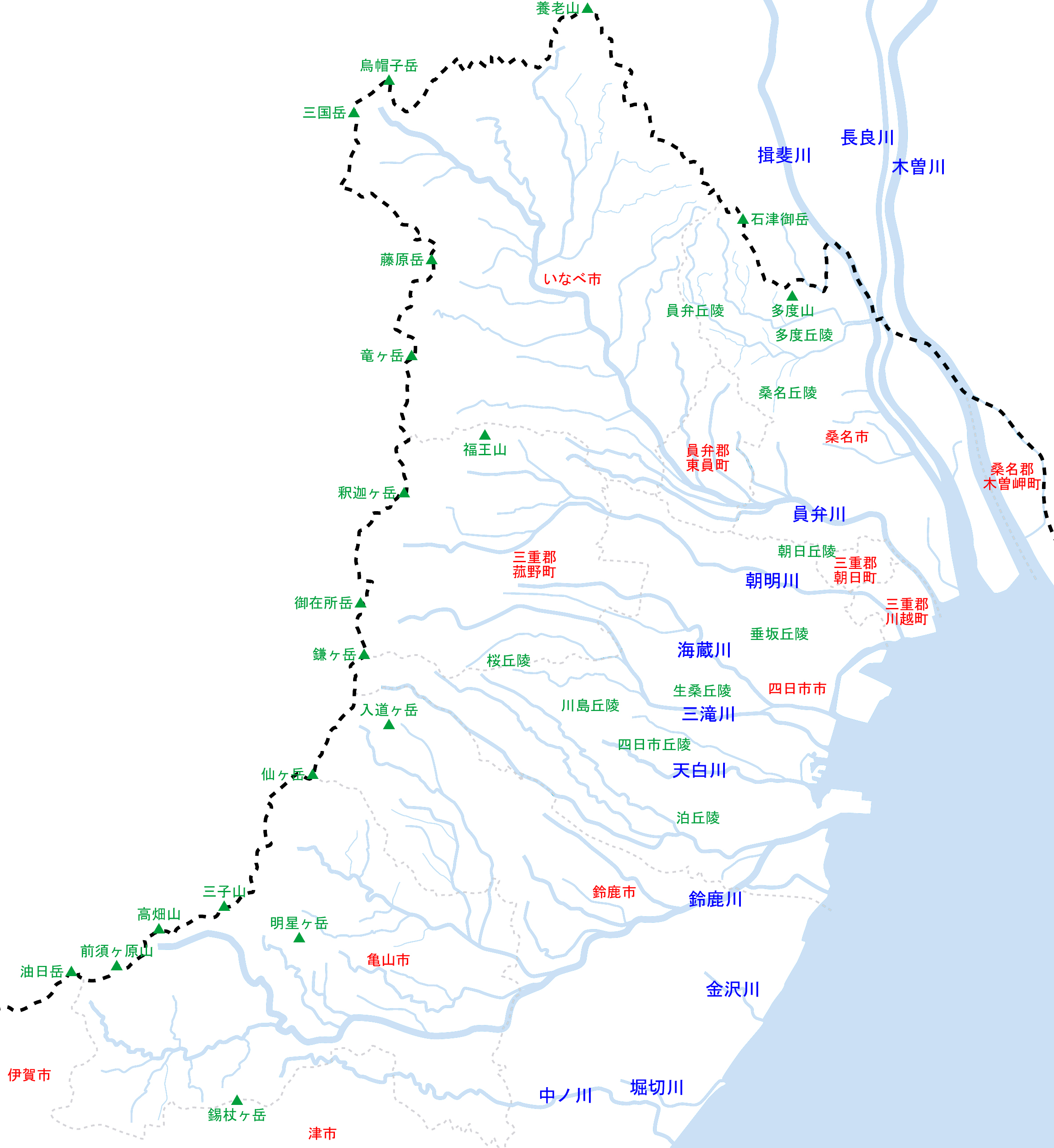
三重県北部を流れる河川の位置関係。濃い破線は県境、薄い破線は市町村境。河川名は木曽川水系以外は水系本川のみ記載。

## 気候
| 亀山（1991年 - 2020年）の気候      | 亀山（1991年 - 2020年）の気候 | 亀山（1991年 - 2020年）の気候 | 亀山（1991年 - 2020年）の気候 | 亀山（1991年 - 2020年）の気候 | 亀山（1991年 - 2020年）の気候 | 亀山（1991年 - 2020年）の気候 | 亀山（1991年 - 2020年）の気候 | 亀山（1991年 - 2020年）の気候 | 亀山（1991年 - 2020年）の気候 | 亀山（1991年 - 2020年）の気候 | 亀山（1991年 - 2020年）の気候 | 亀山（1991年 - 2020年）の気候 | 亀山（1991年 - 2020年）の気候 |
| 月                                 | 1月                           | 2月                           | 3月                           | 4月                           | 5月                           | 6月                           | 7月                           | 8月                           | 9月                           | 10月                          | 11月                          | 12月                          | 年                            |
| ---------------------------------- | ----------------------------- | ----------------------------- | ----------------------------- | ----------------------------- | ----------------------------- | ----------------------------- | ----------------------------- | ----------------------------- | ----------------------------- | ----------------------------- | ----------------------------- | ----------------------------- | ----------------------------- |
| 最高気温記録 °C （°F）             | 16.9 (62.4)                   | 21.2 (70.2)                   | 25.8 (78.4)                   | 29.9 (85.8)                   | 33.0 (91.4)                   | 37.4 (99.3)                   | 38.3 (100.9)                  | 38.4 (101.1)                  | 36.3 (97.3)                   | 32.7 (90.9)                   | 25.9 (78.6)                   | 21.5 (70.7)                   | 38.4 (101.1)                  |
| 平均最高気温 °C （°F）             | 8.8 (47.8)                    | 9.6 (49.3)                    | 13.5 (56.3)                   | 19.1 (66.4)                   | 23.5 (74.3)                   | 26.3 (79.3)                   | 30.2 (86.4)                   | 31.7 (89.1)                   | 27.7 (81.9)                   | 22.3 (72.1)                   | 16.8 (62.2)                   | 11.3 (52.3)                   | 20.1 (68.2)                   |
| 日平均気温 °C （°F）               | 4.3 (39.7)                    | 4.7 (40.5)                    | 8.0 (46.4)                    | 13.2 (55.8)                   | 18.0 (64.4)                   | 21.6 (70.9)                   | 25.6 (78.1)                   | 26.7 (80.1)                   | 23.0 (73.4)                   | 17.4 (63.3)                   | 11.7 (53.1)                   | 6.6 (43.9)                    | 15.1 (59.2)                   |
| 平均最低気温 °C （°F）             | 0.1 (32.2)                    | 0.3 (32.5)                    | 3.0 (37.4)                    | 7.9 (46.2)                    | 12.9 (55.2)                   | 17.6 (63.7)                   | 22.1 (71.8)                   | 22.9 (73.2)                   | 19.2 (66.6)                   | 13.0 (55.4)                   | 6.8 (44.2)                    | 2.2 (36)                      | 10.7 (51.3)                   |
| 最低気温記録 °C （°F）             | −6.4 (20.5)                   | −6.5 (20.3)                   | −4.4 (24.1)                   | −1.0 (30.2)                   | 3.7 (38.7)                    | 9.6 (49.3)                    | 14.0 (57.2)                   | 14.4 (57.9)                   | 8.1 (46.6)                    | 1.9 (35.4)                    | −1.7 (28.9)                   | −5.4 (22.3)                   | −6.5 (20.3)                   |
| 降水量 mm （inch）                 | 57.3 (2.256)                  | 68.8 (2.709)                  | 120.0 (4.724)                 | 153.4 (6.039)                 | 203.0 (7.992)                 | 255.8 (10.071)                | 211.2 (8.315)                 | 180.8 (7.118)                 | 284.1 (11.185)                | 178.8 (7.039)                 | 81.3 (3.201)                  | 59.3 (2.335)                  | 1,853.7 (72.98)               |
| 平均降水日数 （≥1.0 mm）           | 8.1                           | 8.7                           | 10.9                          | 10.1                          | 10.7                          | 12.6                          | 12.1                          | 10.3                          | 12.1                          | 10.0                          | 6.8                           | 7.5                           | 120.0                         |
| 平均月間日照時間                   | 145.6                         | 142.9                         | 176.3                         | 191.1                         | 196.4                         | 145.1                         | 163.9                         | 195.1                         | 149.8                         | 158.1                         | 154.3                         | 155.3                         | 1,973.7                       |
| 出典1：Japan Meteorological Agency |                               |                               |                               |                               |                               |                               |                               |                               |                               |                               |                               |                               |                               |
| 出典2：気象庁                      |                               |                               |                               |                               |                               |                               |                               |                               |                               |                               |                               |                               |                               |

## 歴史
- 1954年（昭和29年）10月1日 - 鈴鹿郡亀山町・昼生村・井田川村・川崎村・野登村が合併して亀山市が発足。
- 1954年（昭和29年）12月1日 - 小田町・和泉町・西富田町・中富田町が鈴鹿市に編入。
- 1955年（昭和30年）2月1日 - 鈴鹿郡神辺村の一部（大字布気・太岡寺・山下・木下および一部[2]を除く大字小野）・白川村の一部（大字小川および一部[3]を除く大字白木）を編入。
- 1957年（昭和32年）4月1日 - 鈴鹿郡鈴峰村の一部（大字原の一部[4]）を編入。
- 1958年（昭和33年）4月1日 - 安芸郡芸濃町の一部（大字楠平尾の一部[5]）を編入。
- 2002年（平成14年）2月14日 - シャープが進出を発表。
- 2004年（平成16年）1月8日 - シャープ亀山工場が稼動開始。主に薄型テレビ「AQUOS」を生産。
- 2005年（平成17年）1月11日 - （旧）亀山市・鈴鹿郡関町が合併し、新・亀山市が発足[6]。
- 2005年（平成17年）3月29日 - 新市章が決定。
- 2006年（平成18年）2月1日 - 市の花・市の木をそれぞれ「花しょうぶ」と「杉」に決定。
- 2006年（平成18年）10月10日 - 亀山市・鈴鹿市内で新規・変更自動車登録をするナンバーが「三重」から「鈴鹿」へと移行する。
- 2007年（平成19年）4月15日 - 三重県中部地震が発生。亀山市西丸町で震度5強を観測[7]。
- 2008年（平成20年）2月21日 - 人口（住民登録者数）が5万人を突破。
- 2009年（平成21年）- 新型インフルエンザの流行により、市内の公立学校で学級、学年閉鎖が発生する。

特記がない限り、鈴鹿郡所属。
| 明治22年以前    | 明治22年以前 | 明治初年 - 明治22年 | 明治22年 4月1日 町村制施行 | 明治22年 - 昭和20年        | 昭和21年 - 昭和30年         | 昭和21年 - 昭和30年  | 昭和31年 - 昭和64年          | 昭和31年 - 昭和64年             | 平成元年 - 現在        | 現在   |
| --------------- | ------------ | ------------------- | -------------------------- | -------------------------- | --------------------------- | -------------------- | ---------------------------- | ------------------------------- | ---------------------- | ------ |
| 原村            | 一部         | 原村                | 庄内村 の一部              | 庄内村の一部               | 庄内村の一部                | 庄内村の一部         | 昭和31年9月30日 三鈴村の一部 | 昭和32年4月1日 亀山市に編入     | 平成17年1月11日 亀山市 | 亀山市 |
| 奄芸郡 楠平尾村 | 一部         | 奄芸郡楠平尾村      | 奄芸郡 明村                | 明治29年3月29日 奄芸郡明村 | 河芸郡明村                  | 河芸郡明村           | 安芸郡芸濃町                 | 昭和33年4月1日 亀山市に編入     | 平成17年1月11日 亀山市 | 亀山市 |
| 萩原村          | 萩原村       | 萩原村              | 奄芸郡 明村                | 明治29年3月29日 奄芸郡明村 | 河芸郡明村                  | 河芸郡明村           | 安芸郡芸濃町                 | 昭和33年4月1日 鈴鹿郡関町に編入 | 平成17年1月11日 亀山市 | 亀山市 |
| 福徳村          | 福徳村       | 福徳村              | 奄芸郡 明村                | 明治29年3月29日 奄芸郡明村 | 河芸郡明村                  | 河芸郡明村           | 安芸郡芸濃町                 | 昭和33年4月1日 鈴鹿郡関町に編入 | 平成17年1月11日 亀山市 | 亀山市 |
| 野尻村          | 野尻村       | 明治8年 布気村      | 神辺村                     | 神辺村                     | 昭和30年2月1日 関町に編入   | 昭和30年4月17日 関町 | 関町                         | 関町                            | 平成17年1月11日 亀山市 | 亀山市 |
| 落針村          |              | 明治8年 布気村      | 神辺村                     | 神辺村                     | 昭和30年2月1日 関町に編入   | 昭和30年4月17日 関町 | 関町                         | 関町                            | 平成17年1月11日 亀山市 | 亀山市 |
| 大岡寺村        | 大岡寺村     | 大岡寺村            | 神辺村                     | 神辺村                     | 昭和30年2月1日 関町に編入   | 昭和30年4月17日 関町 | 関町                         | 関町                            | 平成17年1月11日 亀山市 | 亀山市 |
| 山下村          | 山下村       | 山下村              | 神辺村                     | 神辺村                     | 昭和30年2月1日 関町に編入   | 昭和30年4月17日 関町 | 関町                         | 関町                            | 平成17年1月11日 亀山市 | 亀山市 |
| 木下村          | 木下村       | 木下村              | 神辺村                     | 神辺村                     | 昭和30年2月1日 関町に編入   | 昭和30年4月17日 関町 | 関町                         | 関町                            | 平成17年1月11日 亀山市 | 亀山市 |
| 小野村          | 一部を除く   | 小野村              | 神辺村                     | 神辺村                     | 昭和30年2月1日 関町に編入   | 昭和30年4月17日 関町 | 関町                         | 関町                            | 平成17年1月11日 亀山市 | 亀山市 |
| 小野村          | 一部         | 小野村              | 神辺村                     | 神辺村                     | 昭和30年2月1日 亀山市に編入 | 亀山市               | 亀山市                       | 亀山市                          | 平成17年1月11日 亀山市 | 亀山市 |
| 亀山城下        | 亀山城下     | 亀山城下            | 亀山町                     | 明治41年4月1日 亀山町      | 昭和29年10月1日 亀山市      | 亀山市               | 亀山市                       | 亀山市                          | 平成17年1月11日 亀山市 | 亀山市 |
| 野村            | 野村         | 野村                | 亀山町                     | 明治41年4月1日 亀山町      | 昭和29年10月1日 亀山市      | 亀山市               | 亀山市                       | 亀山市                          | 平成17年1月11日 亀山市 | 亀山市 |
| 椿世村          | 椿世村       | 椿世村              | 亀山町                     | 明治41年4月1日 亀山町      | 昭和29年10月1日 亀山市      | 亀山市               | 亀山市                       | 亀山市                          | 平成17年1月11日 亀山市 | 亀山市 |
| 亀田村          | 亀田村       | 亀田村              | 亀山町                     | 明治41年4月1日 亀山町      | 昭和29年10月1日 亀山市      | 亀山市               | 亀山市                       | 亀山市                          | 平成17年1月11日 亀山市 | 亀山市 |
| 羽若村          | 羽若村       | 羽若村              | 亀山町                     | 明治41年4月1日 亀山町      | 昭和29年10月1日 亀山市      | 亀山市               | 亀山市                       | 亀山市                          | 平成17年1月11日 亀山市 | 亀山市 |
| 住山村          | 住山村       | 住山村              | 亀山町                     | 明治41年4月1日 亀山町      | 昭和29年10月1日 亀山市      | 亀山市               | 亀山市                       | 亀山市                          | 平成17年1月11日 亀山市 | 亀山市 |
| 阿野田村        | 阿野田村     | 阿野田村            | 槇尾村                     | 明治41年4月1日 亀山町      | 昭和29年10月1日 亀山市      | 亀山市               | 亀山市                       | 亀山市                          | 平成17年1月11日 亀山市 | 亀山市 |
| 菅内村          | 菅内村       | 菅内村              | 槇尾村                     | 明治41年4月1日 亀山町      | 昭和29年10月1日 亀山市      | 亀山市               | 亀山市                       | 亀山市                          | 平成17年1月11日 亀山市 | 亀山市 |
| 田茂村          | 田茂村       | 田茂村              | 槇尾村                     | 明治41年4月1日 亀山町      | 昭和29年10月1日 亀山市      | 亀山市               | 亀山市                       | 亀山市                          | 平成17年1月11日 亀山市 | 亀山市 |
| 安知本村        | 安知本村     | 安知本村            | 槇尾村                     | 明治41年4月1日 亀山町      | 昭和29年10月1日 亀山市      | 亀山市               | 亀山市                       | 亀山市                          | 平成17年1月11日 亀山市 | 亀山市 |
| 中ノ庄村        | 中ノ庄村     | 中ノ庄村            | 昼生村                     | 昼生村                     | 昭和29年10月1日 亀山市      | 亀山市               | 亀山市                       | 亀山市                          | 平成17年1月11日 亀山市 | 亀山市 |
| 下ノ庄村        | 下ノ庄村     | 下ノ庄村            | 昼生村                     | 昼生村                     | 昭和29年10月1日 亀山市      | 亀山市               | 亀山市                       | 亀山市                          | 平成17年1月11日 亀山市 | 亀山市 |
| 三寺村          | 三寺村       | 三寺村              | 昼生村                     | 昼生村                     | 昭和29年10月1日 亀山市      | 亀山市               | 亀山市                       | 亀山市                          | 平成17年1月11日 亀山市 | 亀山市 |
| 田村            | 田村         | 田村                | 川崎村                     | 川崎村                     | 昭和29年10月1日 亀山市      | 亀山市               | 亀山市                       | 亀山市                          | 平成17年1月11日 亀山市 | 亀山市 |
| 長明寺村        | 長明寺村     | 長明寺村            | 川崎村                     | 川崎村                     | 昭和29年10月1日 亀山市      | 亀山市               | 亀山市                       | 亀山市                          | 平成17年1月11日 亀山市 | 亀山市 |
| 川崎村          | 川崎村       | 明治8年 川崎村      | 川崎村                     | 川崎村                     | 昭和29年10月1日 亀山市      | 亀山市               | 亀山市                       | 亀山市                          | 平成17年1月11日 亀山市 | 亀山市 |
| 徳原組          |              | 明治8年 川崎村      | 川崎村                     | 川崎村                     | 昭和29年10月1日 亀山市      | 亀山市               | 亀山市                       | 亀山市                          | 平成17年1月11日 亀山市 | 亀山市 |
| 岩森村          | 岩森村       | 明治8年 太森村      | 川崎村                     | 川崎村                     | 昭和29年10月1日 亀山市      | 亀山市               | 亀山市                       | 亀山市                          | 平成17年1月11日 亀山市 | 亀山市 |
| 太田村          |              | 明治8年 太森村      | 川崎村                     | 川崎村                     | 昭和29年10月1日 亀山市      | 亀山市               | 亀山市                       | 亀山市                          | 平成17年1月11日 亀山市 | 亀山市 |
| 平尾村          | 平尾村       | 明治8年 両尾村      | 野登村                     | 野登村                     | 昭和29年10月1日 亀山市      | 亀山市               | 亀山市                       | 亀山市                          | 平成17年1月11日 亀山市 | 亀山市 |
| 原尾村          |              | 明治8年 両尾村      | 野登村                     | 野登村                     | 昭和29年10月1日 亀山市      | 亀山市               | 亀山市                       | 亀山市                          | 平成17年1月11日 亀山市 | 亀山市 |
| 安楽村          | 安楽村       | 明治8年 安坂山村    | 野登村                     | 野登村                     | 昭和29年10月1日 亀山市      | 亀山市               | 亀山市                       | 亀山市                          | 平成17年1月11日 亀山市 | 亀山市 |
| 池山村          |              | 明治8年 安坂山村    | 野登村                     | 野登村                     | 昭和29年10月1日 亀山市      | 亀山市               | 亀山市                       | 亀山市                          | 平成17年1月11日 亀山市 | 亀山市 |
| 坂本村          |              | 明治8年 安坂山村    | 野登村                     | 野登村                     | 昭和29年10月1日 亀山市      | 亀山市               | 亀山市                       | 亀山市                          | 平成17年1月11日 亀山市 | 亀山市 |
| 辺法寺村        | 辺法寺村     | 辺法寺村            | 野登村                     | 野登村                     | 昭和29年10月1日 亀山市      | 亀山市               | 亀山市                       | 亀山市                          | 平成17年1月11日 亀山市 | 亀山市 |
| 海善寺村        | 海善寺村     | 海善寺村            | 井田川村 の一部            | 井田川村の一部             | 昭和29年10月1日 亀山市      | 亀山市               | 亀山市                       | 亀山市                          | 平成17年1月11日 亀山市 | 亀山市 |
| 和田村          | 一部を除く   | 和田村              | 井田川村 の一部            | 井田川村の一部             | 昭和29年10月1日 亀山市      | 亀山市               | 亀山市                       | 亀山市                          | 平成17年1月11日 亀山市 | 亀山市 |
| 和田村          | 一部         | 和田村              | 亀山町                     | 明治41年4月1日 亀山町      | 昭和29年10月1日 亀山市      | 亀山市               | 亀山市                       | 亀山市                          | 平成17年1月11日 亀山市 | 亀山市 |
| 井尻村          | 一部         | 井尻村              | 亀山町                     | 明治41年4月1日 亀山町      | 昭和29年10月1日 亀山市      | 亀山市               | 亀山市                       | 亀山市                          | 平成17年1月11日 亀山市 | 亀山市 |
| 井尻村          | 一部を除く   | 井尻村              | 井田川村 の一部            | 井田川村の一部             | 昭和29年10月1日 亀山市      | 亀山市               | 亀山市                       | 亀山市                          | 平成17年1月11日 亀山市 | 亀山市 |
| 川合村          | 川合村       | 川合村              | 井田川村 の一部            | 井田川村の一部             | 昭和29年10月1日 亀山市      | 亀山市               | 亀山市                       | 亀山市                          | 平成17年1月11日 亀山市 | 亀山市 |
| 鷲山村          | 鷲山村       | 鷲山村              | 白川村                     | 白川村                     | 昭和29年10月1日 亀山市      | 亀山市               | 亀山市                       | 亀山市                          | 平成17年1月11日 亀山市 | 亀山市 |
| 白木村          | 一部         | 白木村              | 白川村                     | 白川村                     | 昭和29年10月1日 亀山市      | 亀山市               | 亀山市                       | 亀山市                          | 平成17年1月11日 亀山市 | 亀山市 |
| 白木村          | 一部を除く   | 白木村              | 白川村                     | 白川村                     | 昭和30年2月1日 関町に編入   | 昭和30年4月17日 関町 | 関町                         | 関町                            | 平成17年1月11日 亀山市 | 亀山市 |
| 小川村          | 小川村       | 小川村              | 白川村                     | 白川村                     | 昭和30年2月1日 関町に編入   | 昭和30年4月17日 関町 | 関町                         | 関町                            | 平成17年1月11日 亀山市 | 亀山市 |
| 木崎村          | 木崎村       | 木崎村              | 関町                       | 関町                       | 関町                        | 昭和30年4月17日 関町 | 関町                         | 関町                            | 平成17年1月11日 亀山市 | 亀山市 |
| 関中町          | 関中町       | 関中町              | 関町                       | 関町                       | 関町                        | 昭和30年4月17日 関町 | 関町                         | 関町                            | 平成17年1月11日 亀山市 | 亀山市 |
| 新所村          | 新所村       | 新所村              | 関町                       | 関町                       | 関町                        | 昭和30年4月17日 関町 | 関町                         | 関町                            | 平成17年1月11日 亀山市 | 亀山市 |
| 古厩村          | 古厩村       | 古厩村              | 関町                       | 関町                       | 関町                        | 昭和30年4月17日 関町 | 関町                         | 関町                            | 平成17年1月11日 亀山市 | 亀山市 |
| 久我村          | 久我村       | 久我村              | 関町                       | 関町                       | 関町                        | 昭和30年4月17日 関町 | 関町                         | 関町                            | 平成17年1月11日 亀山市 | 亀山市 |
| 市瀬村          | 市瀬村       | 市瀬村              | 坂下村                     | 坂下村                     | 坂下村                      | 昭和30年4月17日 関町 | 関町                         | 関町                            | 平成17年1月11日 亀山市 | 亀山市 |
| 沓掛村          | 沓掛村       | 沓掛村              | 坂下村                     | 坂下村                     | 坂下村                      | 昭和30年4月17日 関町 | 関町                         | 関町                            | 平成17年1月11日 亀山市 | 亀山市 |
| 坂下村          | 坂下村       | 坂下村              | 坂下村                     | 坂下村                     | 坂下村                      | 昭和30年4月17日 関町 | 関町                         | 関町                            | 平成17年1月11日 亀山市 | 亀山市 |
| 加太村          | 一部         | 加太村              | 加太村                     | 加太村                     | 加太村                      | 昭和30年4月17日 関町 | 関町                         | 関町                            | 平成17年1月11日 亀山市 | 亀山市 |

## 人口
| |                                        |  |
| 亀山市と全国の年齢別人口分布（2005年） | 亀山市の年齢・男女別人口分布（2005年） |  |
| ■紫色 ― 亀山市 ■緑色 ― 日本全国 | ■青色 ― 男性 ■赤色 ― 女性              |  |
| 亀山市（に相当する地域）の人口の推移 \| 1970年（昭和45年） \| 37,817人 \| \| \| 1975年（昭和50年） \| 39,617人 \| \| \| 1980年（昭和55年） \| 40,578人 \| \| \| 1985年（昭和60年） \| 42,810人 \| \| \| 1990年（平成2年） \| 45,045人 \| \| \| 1995年（平成7年） \| 46,128人 \| \| \| 2000年（平成12年） \| 46,606人 \| \| \| 2005年（平成17年） \| 49,253人 \| \| \| 2010年（平成22年） \| 51,023人 \| \| \| 2015年（平成27年） \| 50,254人 \| \| \| 2020年（令和2年） \| 49,835人 \| \| |                                        |  |
| 総務省統計局 国勢調査より |                                        |  |
| 1970年（昭和45年） | 37,817人                               |  |
| 1975年（昭和50年） | 39,617人                               |  |
| 1980年（昭和55年） | 40,578人                               |  |
| 1985年（昭和60年） | 42,810人                               |  |
| 1990年（平成2年） | 45,045人                               |  |
| 1995年（平成7年） | 46,128人                               |  |
| 2000年（平成12年） | 46,606人                               |  |
| 2005年（平成17年） | 49,253人                               |  |
| 2010年（平成22年） | 51,023人                               |  |
| 2015年（平成27年） | 50,254人                               |  |
| 2020年（令和2年） | 49,835人                               |  |

## 行政
- 市長：櫻井義之　任期：2017年（平成29年）2月6日から2021年（令和3年）2月5日

### 歴代市長
旧亀山市長
- 服部平義（初代、1954年11月16日～1958年11月12日）
- 服部一雄（2代、1958年11月13日～1962年5月6日）
- 服部平義（3代、1962年6月15日～1970年6月14日）
- 今井正郎（4代、1970年6月15日～1994年1月13日）
- 田中亮太（5代、1994年2月13日～2005年1月10日）

亀山市長
- 田中亮太（初代、2005年2月6日～2009年2月5日）
- 櫻井義之（2代、2009年2月6日～3期目）

### 市の行政機関
- 亀山市役所
  - 関支所
  - 加太出張所
- 亀山市消防本部

### 県の行政機関
- 三重県警察 亀山警察署

### 国の行政機関
- 津地方検察庁津区検察庁（本庁：亀山市・津市・松阪市（嬉野地域振興局及び三雲地域振興局の各所管区域））

## 立法

### 市政
市議会
亀山市市議会の議席定数は、18議席である。

任期：（平成26年）2014年11月1日から（平成30年）2018年10月31日
- 議長　西川憲行
- 副議長 岡本公秀

| 会派名     | 議員数 |
| ---------- | ------ |
| 勇政       | 5      |
| 緑風会     | 4      |
| 新和会     | 3      |
| 日本共産党 | 2      |
| 公明党     | 2      |
| 無会派     | 2      |
| 欠員       | 0      |

### 県政
亀山市から選出される三重県議会議員の定数は1議席である。現在は、長田隆尚が務める。
2023年の選挙から三重県議会の選挙区で唯一の1人区。

### 国政
亀山市は、鈴鹿市・伊賀市・名張市と四日市市の一部等で構成される三重2区が選挙区となる。現在の選出議員は川崎秀人（自由民主党）である。

## 司法
- 津地方裁判所（本庁管轄：亀山市・津市・四日市市）
- 津家庭裁判所（本庁管轄：亀山市・津市・四日市市）
- 津簡易裁判所（本庁管轄：亀山市・津市・四日市市）

## 経済

### 農業
この地方は気候や土質が茶の栽培に適していたことから古くから茶の生産が盛んである。また市内には大規模農園の実験を目的として1983年に造成された88.8haの中の山パイロット茶園もあり、市内の茶の生産量は三重県下3位である。
明治の中頃からは養蚕業が盛んな地域であった。地場産業の生糸の生産などとも結びついていたが、昭和30年代（1955年～1964年）以降に合成繊維に押されて絹の需要が激減したことを受けて飼養農家も激減した。現在では市内に散在する桑園の総面積は2ha程度である。

### 工業
亀山市の誕生当初は生糸やローソク（亀山ローソク）に代表される地場産業があったにすぎなかった。しかし1963年に低開発地域工業開発促進法の地域指定を受けて以降、高速道路の開通などの好条件にも恵まれ、三重県下有数の内陸工業都市となった。1975年以降長らく、隣接する鈴鹿市に本田技研工業の鈴鹿工場があるために自動車関連産業が、また、古河電気工業の銅線工場に代表される非鉄金属産業が市内の製造品出荷額のそれぞれ4分の1以上を占めてきた。
2002年にシャープの液晶工場（シャープ亀山工場）が立地して以降は、液晶関連産業の集積も進んだ。三重県のハイテク企業誘致策により建設された亀山工場では、世界初の液晶パネルからテレビまでの一貫生産が行われ、大手家電量販店などでAQUOSが「世界の亀山モデル」というキャッチコピーで売り出され人気を博したが、その後の経営不振により企業城下町の負の側面が噴出した。
工業団地
- 能褒野工業団地
- 名阪亀山関工業団地
- 亀山関テクノヒルズ

### 商業
旧東海道沿いに商店街（東町商店街）が形成されている。また、隣接して亀山エコー(ショッピングセンター)が立地している。しかし大規模な郊外型のショッピングセンターは存在せず、隣接する鈴鹿市等への客の流出が目立っている。
土産物としては、瑞宝軒の銘菓 伊勢国「亀乃尾」、また「亀山茶」や亀山地ビールとして「乾杯のうた」がある。
旧関宿には銘菓「関の戸」を販売する深川屋がある。

## 郵便・通信

### 日本郵政グループ
（2015年9月現在）
- 日本郵便株式会社
  - 亀山郵便局（東御幸町） - 集配局。
  - 川崎郵便局（川崎町） - 元集配局。
  - 昼生（ひるお）郵便局（中庄町）
  - 野登（ののぼり）郵便局（両尾町＝ふたおちょう）
  - 亀山駅前郵便局（御幸町）
  - 亀山井田川郵便局（井田川町）
  - 白川郵便局（白木町）
  - 亀山本町郵便局（本町）
  - 加太（かぶと）郵便局（加太板屋）
  - 関 郵便局（関町中町）  - 元集配局。

※亀山市内の郵便番号は以下のとおり。
- 「519-01xx」＝合併前からの亀山市域（北東部を除く）。亀山郵便局の集配担当。
- 「519-11xx」＝旧鈴鹿郡関町域。亀山郵便局の集配担当。
- 「519-02xx」＝亀山市北東部（おおむね新名神高速道路の周辺地域）（および鈴鹿市（西庄内町・東庄内町））。亀山郵便局の集配担当。

### 電信・電話
NTT西日本 三重支店
- 本市の市外局番は0595（亀山MA）が使用される。
  - なお、同じ0595は伊賀市や名張市でも使用されるが、これらの市とはMAが異なる（上野MA）ため、市外局番からダイヤルする必要がある。

## 交通

### 鉄道
1890年の関西鉄道開通以来、名阪間の関西本線や紀伊半島に至る紀勢本線などの幹線が次々と開業・延伸し、現在に至っている。しかし、東海道本線の代替路線の役割を担った関西本線は東海道新幹線の開業に伴い、また、紀伊半島東岸への玄関口の役割を担った紀勢本線亀山～津間は国鉄伊勢線（現・伊勢鉄道線）の開通に伴いローカル輸送中心にシフトしたため、かつてのような隆盛は無い。2006年3月のダイヤ改正で急行「かすが」が廃止されて以降は、市内の路線を通る優等列車は無くなり、全て普通列車か快速列車となった。
東京・大阪間を結ぶ、超電導リニアによる中央新幹線のルートになるのではとの考えから、官・民組織である「リニア中央新幹線・JR複線電化推進亀山市民会議」を中心として積極的な駅誘致活動を行っている。また、平成8年からリニア中央新幹線亀山駅整備基金として毎年一定額の積み立てを行っている。
市の中心となる駅：亀山駅
東海旅客鉄道（JR東海）

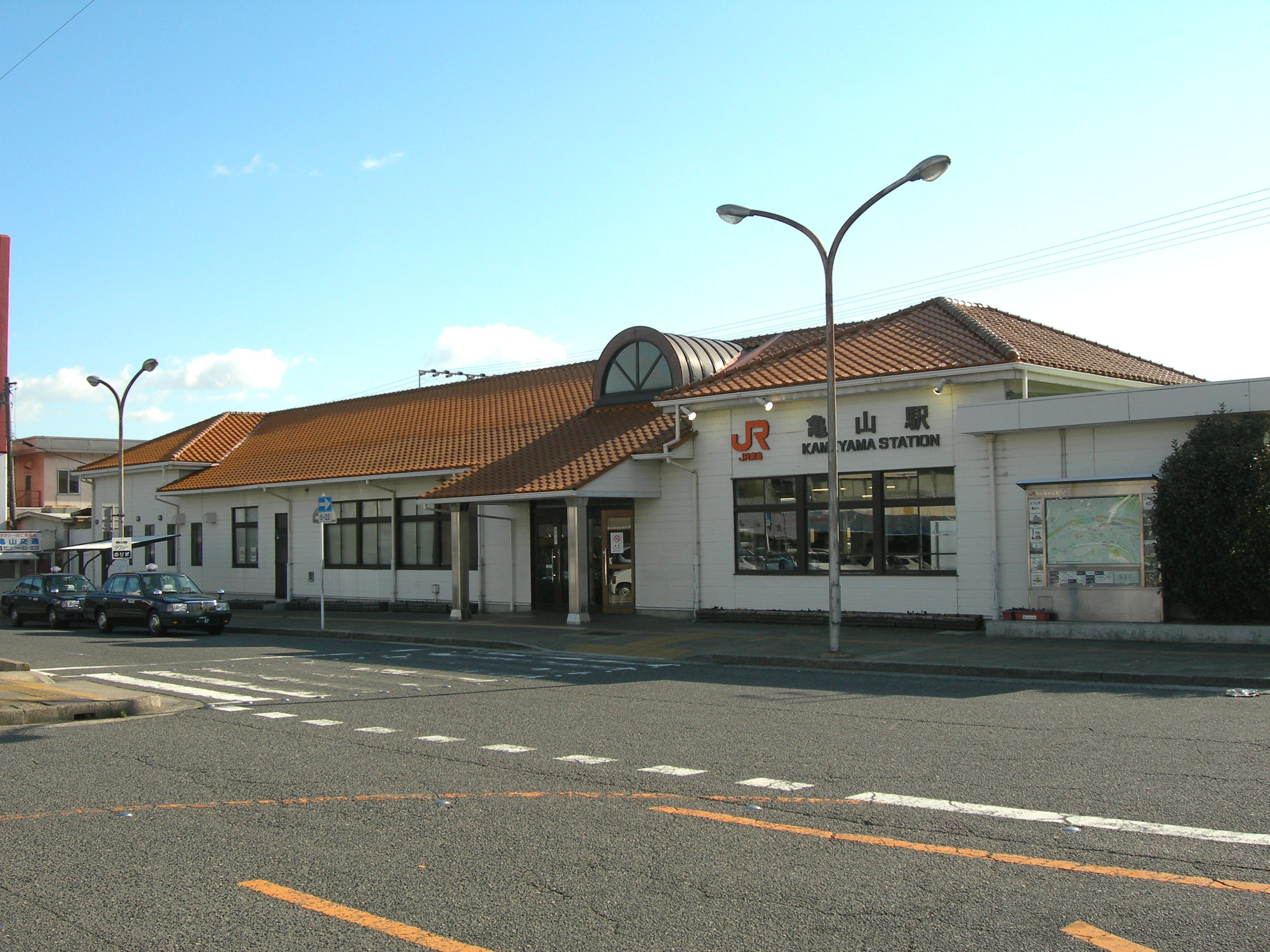
亀山駅

- 関西本線：（鈴鹿市） - 井田川駅 - 亀山駅
- 紀勢本線：亀山駅 - 下庄駅 - （津市）

西日本旅客鉄道（JR西日本）
- 関西本線：亀山駅 - 関駅 - 加太駅 - （中在家信号場） - （伊賀市）

### 路線バス

#### 高速バス

##### 長距離夜行
- いが号： 横浜・東京・大宮（さいたま市）（三重交通）
- 横浜・東京（青木バス）

##### 近距離
- 名古屋上野高速バス：名古屋・伊賀上野（三重交通）
- 京都 - 四日市・津・伊勢線： 京都（三重交通、近鉄バス）

#### 一般路線バス
三重交通の路線バスならびに亀山市コミュニティバスが運行されている。最も運行本数の多い路線でも、1時間あたり1本程度の運行である。
かつては西日本ジェイアールバスが亀山駅から滋賀県水口町（現在の甲賀市）まで、三重交通が亀山駅から四日市市まで運行するなど、近隣市町と結ぶ比較的長距離の路線も多かったが、現在では、市内の路線のほか、隣接する鈴鹿市や津市などとの間に近距離の路線が残るのみである。
中心的ターミナルは亀山駅にある亀山駅前停留所である。
- 三重交通
  - [30]亀山駅前 - 回生病院 - 国府 - イオンモール鈴鹿けやき通り - 平田町駅
  - [55]亀山駅前 - 椋本（津駅方面乗り換え地点）
  - [71]亀山駅前 - みずほ台東 - 井田川駅 - イオンモール鈴鹿けやき通り - 平田町駅
  - [91]亀山駅前 - シャープ亀山工場
- コミュニティバス
  - さわやか号
  - 野登ルート
  - 白川ルート
  - 西部ルート
  - 東部ルート
  - 南部ルート
  - 加太福祉バス
- 関南部スクールバス活用バス

### 道路
1952年の国道1号指定以来、1965年の名阪国道全通、1970年の東名阪自動車道部分開通、1975年の伊勢自動車道部分開通など、主要な幹線道路が徐々に整備されてきた。また1988年には名阪国道が西名阪自動車道・近畿自動車道を介して名神高速道路と、1993年には東名阪自動車道が名古屋ICにて東名高速道路とそれぞれ接続され、亀山市は大都市間を結ぶ大動脈の中に位置づけられた。さらに2008年2月23日には新名神高速道路も開通し、東名阪自動車道の亀山JCTと名神高速道路の草津JCTとが直結した。これにより本市と滋賀県および京都府を結ぶ高速道路のルートもできた。これらの交通の便を活かし、工業団地の開発などを積極的に行っている。

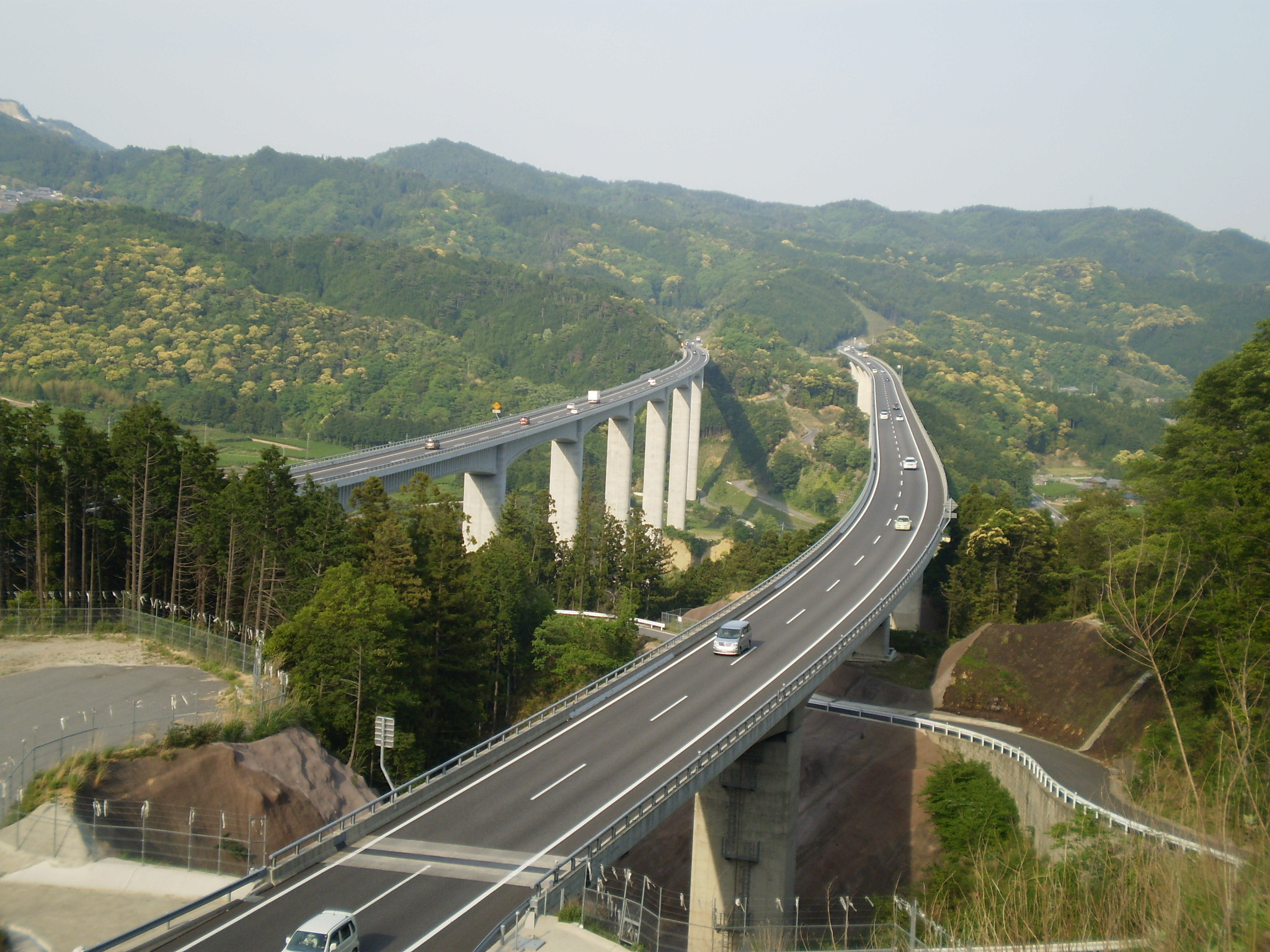
新名神高速道路
（池田高架橋付近より名古屋方面を望む）

#### 高速自動車国道
- 東名阪自動車道
  - 亀山JCT
  - 亀山PA
  - 亀山IC
  - 亀山直結線
  - 伊勢関IC
- 伊勢自動車道
  - 伊勢関IC
- 新名神高速道路
  - 亀山西JCT
  - 亀山JCT

#### 一般国道
- 名阪国道（自動車専用道路）
  - 亀山IC
  - 伊勢関IC
  - 関IC
  - 久我IC
  - 向井IC
  - 板屋IC
  - 南在家IC
- 国道1号
  - 亀山バイパス
  - 関バイパス
  - 鈴鹿峠バイパス
- 国道25号
- 国道306号

#### 広域農道
- フラワーロード

#### 主要地方道
- 三重県道10号津関線
- 三重県道11号四日市関線
- 三重県道28号亀山白山線
- 三重県道41号亀山鈴鹿線
- 三重県道649号亀山安濃線

## 姉妹都市・提携都市

### 国内
夢育むまちづくりのための都市間市民交流
日本武尊白鳥伝説ゆかりの三市による交流事業。
- 御所市（奈良県） - 1998年11月 合意書締結
- 羽曳野市（大阪府） - 1998年11月 合意書締結

その他
- 外国人集住都市会議
静岡県浜松市が中心に呼びかけ、日本国内の外国人が多く住む街の自治体や国際交流協会などが集まり、外国人住民が多数居住する都市の行政と地域の国際交流のために設立された組織。

## 教育

### 高等学校
- 三重県立亀山高等学校
- 徳風高等学校

### 中学校
- 亀山市立亀山中学校
- 亀山市立中部中学校
- 亀山市立関中学校

### 小学校
- 亀山市立井田川小学校
- 亀山市立亀山西小学校
- 亀山市立亀山東小学校
- 亀山市立亀山南小学校
- 亀山市立川崎小学校
- 亀山市立神辺小学校
- 亀山市立白川小学校
- 亀山市立野登小学校
- 亀山市立昼生小学校
- 亀山市立加太小学校
- 亀山市立関小学校

### 専修学校
- 三重高等商業専修学校

## 施設

### 文化施設
- 亀山市立図書館
  - 関図書室
- 亀山市文化会館

### 病院
- 亀山市立医療センター
- 亀山回生病院
- 田中病院

## 名所・旧跡・観光スポット

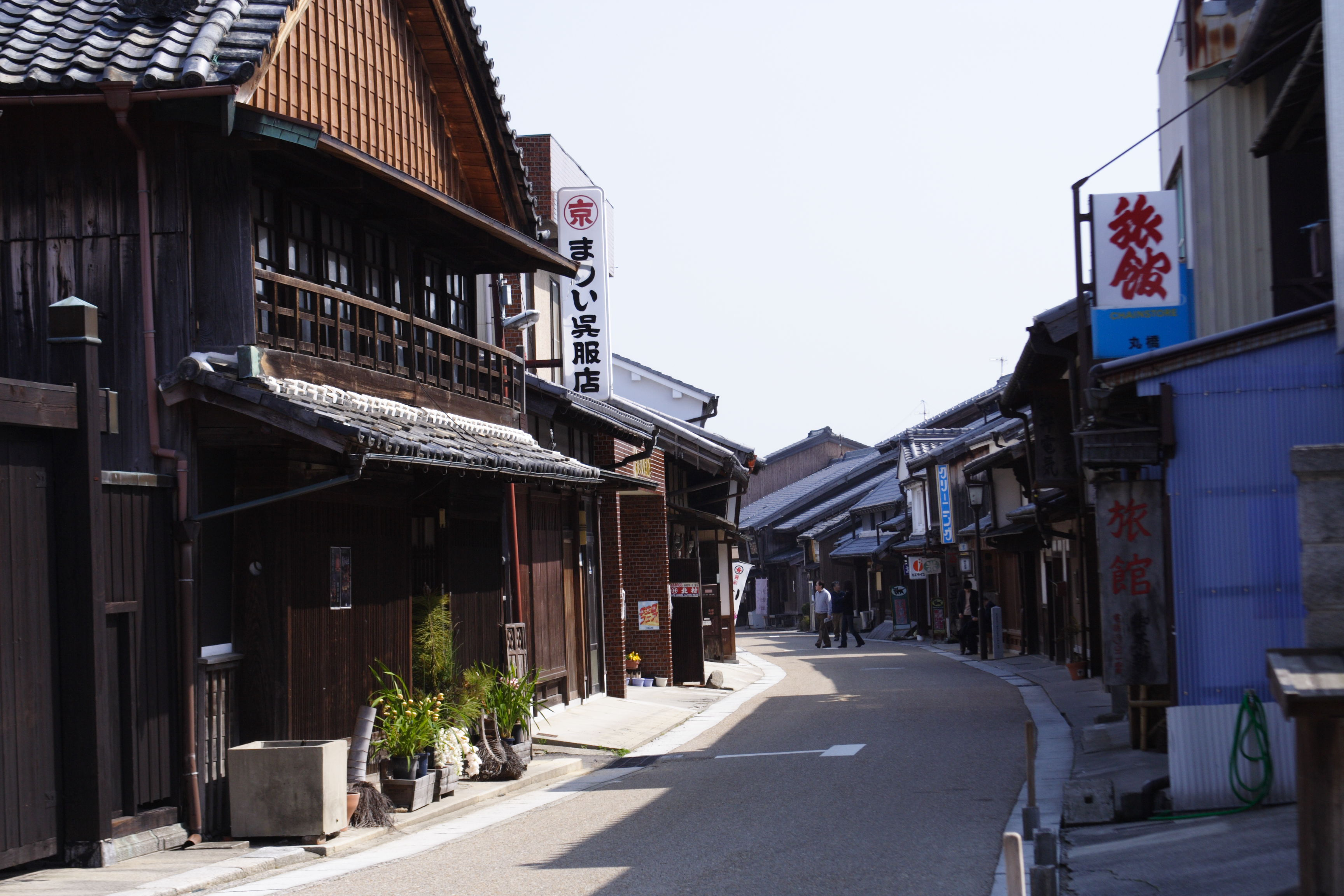
関宿。江戸方向を向いて撮影

### 史跡
- 亀山城跡：天守台に多門櫓（県史跡）が残る。
- 亀山宿
- 関宿：重要伝統的建造物群保存地区として選定。
- 坂下宿
- 鈴鹿峠
- 鈴鹿関
- 亀山神社：亀山城の西出丸跡に鎮座。
- 能褒野神社（のぼのじんじゃ）：ヤマトタケルの陵墓に治定される能褒野王塚古墳のある神社。
- 忍山神社：皇大神宮（伊勢神宮内宮）の遷幸地と言われている式内社。日本武尊の后とされる弟橘媛の生誕の地でもある。
- 慈恩寺
- 関地蔵院
- 石上寺
- 羽黒山・正法寺山荘跡
- 野村一里塚
- 和田一里塚

### 景勝地
- 太岡寺畷：鈴鹿川の左岸の旧東海道沿いに約2kmに渡って整備された桜の名所。
- 石水渓：鈴鹿川の支流である安楽川の源流。市内有数の景勝地で、キャンプ場などもある。
- 坂本の棚田：1999年（平成11年）7月に日本の棚田百選に選ばれた棚田。
- 観音山公園：国民宿舎関ロッジがある。山腹には戦時中に設置されていた鈴鹿海軍工廠の地下工場跡が残る。
- 亀山公園：三重県下最大級の菖蒲園がある。
- 明星ヶ岳：シャープ亀山工場の北西に位置する標高549mの独立峰。山腹には聖武天皇ゆかりの国分寺がある。展望に優れ、伊勢平野を一望できる。
- 錫杖ヶ岳

亀山7座トレイル

### 食
- 亀山みそ焼きうどん - 亀八食堂発祥とされる料理[11]。
- 亀山ラーメン

### その他
- 鈴鹿峠自然の家：廃校になった坂下小学校の校舎を利用したキャンプ場。
- ハイウェイオアシス亀山サンシャインパーク：東名阪自動車道・亀山PAに隣接する総合公園。
- 道の駅関宿：国道1号線とJR西日本・関駅に隣接する道の駅。
- 亀山温泉白鳥の湯：低料金で泉質も良好な市営の温泉施設。
- 亀山市歴史博物館：亀山の地の歴史を紹介する博物館。常設展示とテーマ展示がある。
- 関まちなみ資料館
- 関宿旅籠玉屋歴史資料館
- 市内に位置する亀山井田川郵便局は、郵便貯金を取り扱う取扱局番号が、ゾロ目の「22222」となっている（詳細は、旅行貯金及び郵便貯金を参照）。
- 中の山パイロット茶園：三重県下最大級の広さ（89ヘクタール）を持つ亀山茶の生産拠点。

## 出身有名人
- 千子正重（楠木正重） - 刀工、武将、楠木氏当主
- 葛山信吾 - 俳優
- 安藤仁 - 日本トランスシティ社長、中部経済連合会副会長
- 森下俊三 - NTT西日本社長、NHK経営委員長
- 服部四郎 - 言語学者
- 衣笠貞之助 - 映画監督
- 衣笠十四三 - 映画監督
- 豊田清 - プロ野球選手
- 尾崎隆 - 登山家
- 中村晋也 - 彫刻家（名誉市民）[12][13]
- 桶田敬太郎 - お笑い芸人、構成作家、元・フォークダンスDE成子坂
- 村田渚 - お笑い芸人、元・フォークダンスDE成子坂、鼻エンジン
- 東京ウタカルタ - お笑い芸人
- 橘糸重[14] - 音楽家
- ナオト・インティライミ - シンガーソングライター（生まれが亀山市、育ちは千葉県野田市）
- 伊東ハンニ -作家、相場師、社会運動家
- 田辺正男 - 文学者